# Korunk gyermeke
Korunk gyermeke (Ein Kind unserer Zeit) Ödön von Horváth regénye. 1938-ban jelent meg, röviddel a szerző halála után. A könyv egy diktatórikus vezetésű országban élő katona történetét meséli el.

## Cselekmény
Az első személyű narrátor – a regény főszereplője – 1917-ben született, névtelen katona. Első emléke édesanyja halála. Munkanélküli; ideológiai nézetkülönbségek miatt elköltözik apja házából. Koldul, jótékonysági szervezetek segítségével tengődik. Egyre inkább gyűlöli apja gondtalan ifjúkorát és mások kényelmes életét, és egyre jobban azonosul a nemzetiszocializmus nézeteivel: csak a nemzettest számít, az egyén fabatkát sem ér. A háború – amelyet dicsőít – reményt ad a kiábrándult, önző, szégyentelen, radikális és immár hitetlen embernek. A katonasághoz akar csatlakozni, mert úgy véli, hogy egyenruhában erős lesz, és az alakulatában nem  lesz többé magányos. Amikor bevonul, az álma beteljesedik. Nem gondolkodik tettei helyességén, hanem azt mondja: „A gondolkodás ostoba gondolatokat szül.”
Egy nap a katona meglát egy fiatal nőt a vásárban, és beleszeret. Nincs alkalma megismerni, mert úgymond „önkéntesként” kell harcolnia egy apró ország elleni villámháborúban. Századosának elege van emberei háborús bűneiből, és a csatában a halálba rohan. A katona meg akarja menteni, de a karján megsebesül. Hadikórházba kerül, és elkezd gondolkodni. Alkalmatlannak minősítik; visszatér apjához, akit csupán kihasznál. A vásáron megismert nő immár börtönben van, mert kétségbeesésében – a vásár tulajdonosa nem tűr meg terhes alkalmazottat – elvetette gyermekét. Amikor a katona ezt megtudja, felerősödnek kétségei. Gyűlöli a vezetőket és a nemzettestet. Gyűlölettel telve meggyilkolja a vásár könyvelőjét. Két nappal később, az éjszakában bolyongva belátja a háború és a nemzetiszocialista eszme abszurditását, de tagadja saját bűnösségét. Végül a hóviharban egy padon halálra fagy.

## Nyelv és narratív technika
A szerző intradiegetikus, első személyű narrátorral mesélteti el a történetet. A gyors tempójú történetmesélés váltakozik a lassú történetmeséléssel. Néhányszor előfordul ugrás az időben, majd visszatekintés következik. Horváth rövid mondatokkal, sorokkal írja az izgalmas és hektikus jeleneteket. A történet nyelve a náci mindennapi élet kifinomult köznyelve és szókincse.

## Történelmi háttér
A nácik által betiltott regényben von Horváth nyilvánvaló, heves bírálatot fogalmazott meg az Adolf Hitler vezetése alatt álló Németországgal szemben – noha a cselekmény helyszínét egy szóval sem árulja el. A Korunk gyermeke írásának idején zajlott a Rajna-vidék megszállása, és ekkor támogatták Hitler csapatai Francót a spanyol polgárháborúban. Az író fel kívánja hívni a figyelmet a nemzetiszocializmus veszélyeire és bűneire; figyelmeztet, hogy senki ne kövessen vakon üres szólamokat, inkább lelkiismerete szerint cselekedjék. Nagyon sikeresen érezteti az akkori negatív hangulatot, és megmutatja annak következményeit. A hidegebbé válás ismétlődő motívuma a társadalmi viszonyokat reprezentálja.
A regény eredeti kézirata az Osztrák Nemzeti Könyvtár irodalmi archívumában található.

## Filmadaptációk
A regényt Fabrice Cazeneuve 2003-ban Un fils de notre temps címmel filmesítette meg a francia televízió számára, Jérémie Renier belga színésszel a főszerepben.

## Színpadi adaptációk
A bécsi Theater in der Josefstadtban 2022 szeptemberében mutatták be a Stephanie Mohr által dramatizált változatot. 
A Radnóti Színház 2023 decemberében mutatta be Nagy Péter István rendezésében a regény felhasználásával készült, Istentelen ifjúság című színdarabot.

## Fordítás
Ez a szócikk részben vagy egészben  az   Ein Kind unserer Zeit című német Wikipédia-szócikk ezen változatának fordításán alapul.  Az eredeti cikk szerkesztőit annak laptörténete sorolja fel. Ez a jelzés csupán a megfogalmazás eredetét és a szerzői jogokat jelzi, nem szolgál a cikkben szereplő információk forrásmegjelöléseként.